# Unificação da Moldávia e da Valáquia

Divisões administrativas dos Principados Unidos Romenos em 1864, cinco anos após a unificação da Moldávia e da Valáquia em 1859.

A unificação da Moldávia e da Valáquia (em romeno: Unirea Moldovei și Țării Românești), também conhecida como unificação dos Principados Romenos (em romeno: Unirea Principatelor Române) ou como Pequena União (em romeno: Mica Unire), ocorreu em 1859, após a eleição de Alexandru Ioan Cuza como príncipe do Principado da Moldávia e do Principado da Valáquia. Uma potencial unificação entre os dois principados, que compartilhavam a etnia, a língua e a cultura romenas comuns, vinha sendo evitada pelas grandes potências há muito tempo, embora tenha sido permitida no momento em que ocorreu. A unificação desses dois Estados deu início a uma luta política no novo país (os Principados Unidos da Moldávia e da Valáquia) para descobrir qual das duas regiões obteria a "supremacia", e encontrou alguma oposição na Moldávia por parte dos chamados "separatistas".
Atualmente, na Romênia, a unificação da Moldávia e da Valáquia é considerada um prelúdio da Grande União, nome usado na historiografia romena para se referir às unificações da Romênia com as regiões da Bessarábia, Bucovina e Transilvânia em 1918, durante ou após o fim da Primeira Guerra Mundial. Também é comemorado todo dia 24 de janeiro, como o Dia da Unificação dos Principados Romenos, tanto na Romênia quanto na Moldávia.